# Distretto di Bolvadin
Il distretto di Bolvadin (in turco Bolvadin ilçesi) è uno dei distretti della provincia di Afyonkarahisar, in Turchia.